# Dirk Brouwer
Dirk Brouwer, (Rotterdam, 1902. szeptember 1. – New Haven, Connecticut, 1966. január 31.) holland származású amerikai csillagász.

## Életpályája
A doktori végzettséget 1927-ben, a hollandiai leideni egyetemen szerezte meg, ezután az Amerikai Egyesült Államokba ment, a Yale Egyetemre, ahol a mesterséges égi szerkezetekkel kezdett el foglalkozni Ernest W. Brownnal.
A Titán hold tanulmányozása után érdeklődése a Szaturnusz egyéb holdjai felé fordult. 
1941 és 1966 között a Yale Egyetem obszervatóriumának az igazgatója, és az „Astronomical Journal” szerkesztője volt. Könyve, a „Methods of Celestial Mechanics” a következő nemzedékek számára alapművé vált.

## Tudományos eredményei
- Feltalált számos eljárást a keringési pálya meghatározására és kiszámításához, az üstökösök, az aszteroidák és az űr vizsgálatára.
- Elsőként használt számítógépet a csillagászati számításokhoz.
- Ő számította ki az első amerikai műhold pályáját.

## Díjak, elismerések
- Az Amerikai Tudományos Akadémia (National Academy of Sciences) 1951-ben tagjává választotta.
- 1955-ben űrkutatási tevékenységéért az angol Királyi Csillagászati Társaság (Royal Astronomical Society)  aranyéremmel tüntette ki.
- 1966-ban megkapta a Bruce Medált.

## Emlékezete
- Nevét az űrben egy aszteroida (1746 Brouwer) és egy kráter a Holdon (Brouwer kráter) viseli.
- Az amerikai „American Astronomical Society” egy róla elnevezett díjat alapított.